# منتخب السويد لهوكي الجليد
منتخب السويد الوطني لهوكي الجليد هو منتخب وطني يمثل السويد في منافسات هوكي الجليد الدولية، يعتبر من أقوى منتخبات هوكي الجليد في العالم، بدأ منافساته في سنة 1920، نافس في بطولة العالم لهوكي الجليد 76 مرة وفاز 11 مرة بالبطولة، نافس في كأس العالم لهوكي الجليد 8 مرات وفاز بالمركز الثاني في بطولة 1976، نافس في بطولة أوروبا 12 مرة وفاز 3 مرات بالبطولة، نافس في الألعاب الأولمبية الشتوية 21 مرة وفاز مرتين بالميدالية الذهبية و3 مرات بالميدالية الفضية و4 مرات بالميدالية البرونزية، يحتل حالياً التصنيف الثاني على العالم.

## روابط خارجية
- منتخب السويد لهوكي الجليد على موقع ميوزك برينز (الإنجليزية)